# Parti social-libéral (Brésil)
Pour les articles homonymes, voir Parti social libéral.
Le Parti social-libéral (en portugais : Partido Social Liberal, abrégé en PSL) est un ancien parti politique brésilien, fondé en 1994 par Luciano Bivar.
Initialement centriste, le parti obtient longtemps des résultats électoraux peu significatifs. En 2018, après avoir orienté le PSL à l’extrême droite, Jair Bolsonaro remporte l’élection présidentielle, tandis que le parti devient la deuxième force du pays avec une soixantaine d’élus aux élections parlementaires. Bolsonaro quitte le parti en 2019 après en avoir perdu le contrôle. En 2021, il fusionne avec les Démocrates pour former Union Brésil.

## Historique
Le PSL est fondé le 30 octobre 1994 par Luciano Bivar, président du Sport Club do Recife. Il est enregistré au Tribunal supérieur électoral (TSE) le 2 juin 1998.
Se situant à l’origine au centre ou au centre-droit et se réclamant du social-libéralisme, le PSL obtient un siège de député lors des élections générales de 2002. Quatre ans plus tard, en 2006, Luciano Bivar arrive en avant-dernière position de l’élection présidentielle avec 0,06 % des voix, tandis que le parti perd son unique siège de député. Lors du scrutin présidentiel de 2010, le PSL soutient la candidature de Dilma Rousseff, et fait son retour au Parlement avec l’élection d’un député. En 2016, il soutient la destitution de Dilma Rousseff.
En janvier 2018, Jair Bolsonaro adhère au PSL, ce qui entraîne peu après le départ de l’aile gauche du parti (Livres (en)). Désigné candidat du parti à l'élection présidentielle de 2018, Jair Bolsonaro est élu président du pays avec 55,1 % des voix au second tour. Dans le même temps, le PSL obtient 52 députés et quatre sénateurs aux élections parlementaires : alors qu’il n’avait obtenu qu’un seul élu aux élections précédentes, ce score permet au PSL de devenir la deuxième force politique au Parlement, bénéficiant du fait qu'une partie de ses élus siégeaient déjà — sous d'autres étiquettes — lors de la précédente mandature ; en nombre de voix, il est même le premier parti (11,5 millions), devançant le Parti des travailleurs (10,1 millions),,. Il devient également le parti le plus important dans les assemblées législatives de Rio de Janeiro et de São Paulo,. Le 28 octobre 2018, Bolsonaro est élu président avec 55,13 % des suffrages, battant Fernando Haddad du Parti des travailleurs. Il prend ses fonctions le 1er janvier 2019.
Le 29 octobre 2018, Bivar est reconduit dans ses fonctions de président du parti.
Le parti connait une crise en 2019 à la suite notamment d'un scandale de candidatures fictives lors des élections de 2018 et de détournements de fonds par un dirigeant. Jair Bolsonaro confie à son fils, Eduardo Bolsonaro, la tâche de reprendre en main le PSL et d'unifier les bolsonaristes. Le chef historique du parti, Luciano Bivar, entre ouvertement en conflit avec Bolsonaro, tandis qu'un autre haut dirigeant, chef de file du parti à la Chambre des députés, déclare lors d’une réunion enregistrée secrètement vouloir faire « imploser » le président brésilien ; il est écarté de ses fonctions.
Le 6 octobre 2021, il fusionne avec les Démocrates pour former un nouveau parti appelé Union Brésil qui est officiellement enregistré par la Cour électorale supérieure le 8 février 2022.

## Idéologie
Après l'entrée de Bolsonaro dans le parti, le PSL change une grande partie de son idéologie, abandonnant ses anciennes positions social-libérales en conservant une politique économique libérale, soutenant la privatisation et la décentralisation tout en adoptant comme premiers points de son programme la lutte contre l’insécurité puis la lutte contre la corruption. Bolsonaro met l’accent sur la santé et l’éducation, thématiques essentielles au Brésil, où la fracture scolaire entre établissements publics et privés est importante ce qui favorise les décrochages scolaires et l'arrêt des études pour les jeunes des milieux populaires. 

## Résultats électoraux

### Élections présidentielles
| Année | Candidat                                  | 1er tour                                  | 1er tour                                  | 1er tour                                  | 2d tour                                   | 2d tour                                   | 2d tour                                   |
| Année | Candidat                                  | Voix                                      | %                                         | Rang                                      | Voix                                      | %                                         | Rang                                      |
| ----- | ----------------------------------------- | ----------------------------------------- | ----------------------------------------- | ----------------------------------------- | ----------------------------------------- | ----------------------------------------- | ----------------------------------------- |
| 2006  | Luciano Bivar (en)                        | 62 064                                    | 0,06                                      | 7e                                        |                                           |                                           |                                           |
| 2010  | pas de candidat (soutient Dilma Rousseff) | pas de candidat (soutient Dilma Rousseff) | pas de candidat (soutient Dilma Rousseff) | pas de candidat (soutient Dilma Rousseff) | pas de candidat (soutient Dilma Rousseff) | pas de candidat (soutient Dilma Rousseff) | pas de candidat (soutient Dilma Rousseff) |
| 2014  | pas de candidat (soutient Marina Silva)   | pas de candidat (soutient Marina Silva)   | pas de candidat (soutient Marina Silva)   | pas de candidat (soutient Marina Silva)   | pas de candidat (soutient Marina Silva)   | pas de candidat (soutient Marina Silva)   | pas de candidat (soutient Marina Silva)   |
| 2018  | Jair Bolsonaro                            | 49 276 990                                | 46,03                                     | 1er                                       | 57 797 847                                | 55,13                                     | 1er                                       |

### Élections législatives
| Année | Voix       | %    | Sièges   |
| ----- | ---------- | ---- | -------- |
| 2002  | 408 512    | 0,5  | 1 / 513  |
| 2006  | 190 793    | 0,2  | 0 / 513  |
| 2010  | 499 963    | 0,5  | 1 / 513  |
| 2014  | 808 710    | 0,8  | 1 / 513  |
| 2018  | 11 457 878 | 11,7 | 52 / 513 |

## Logos

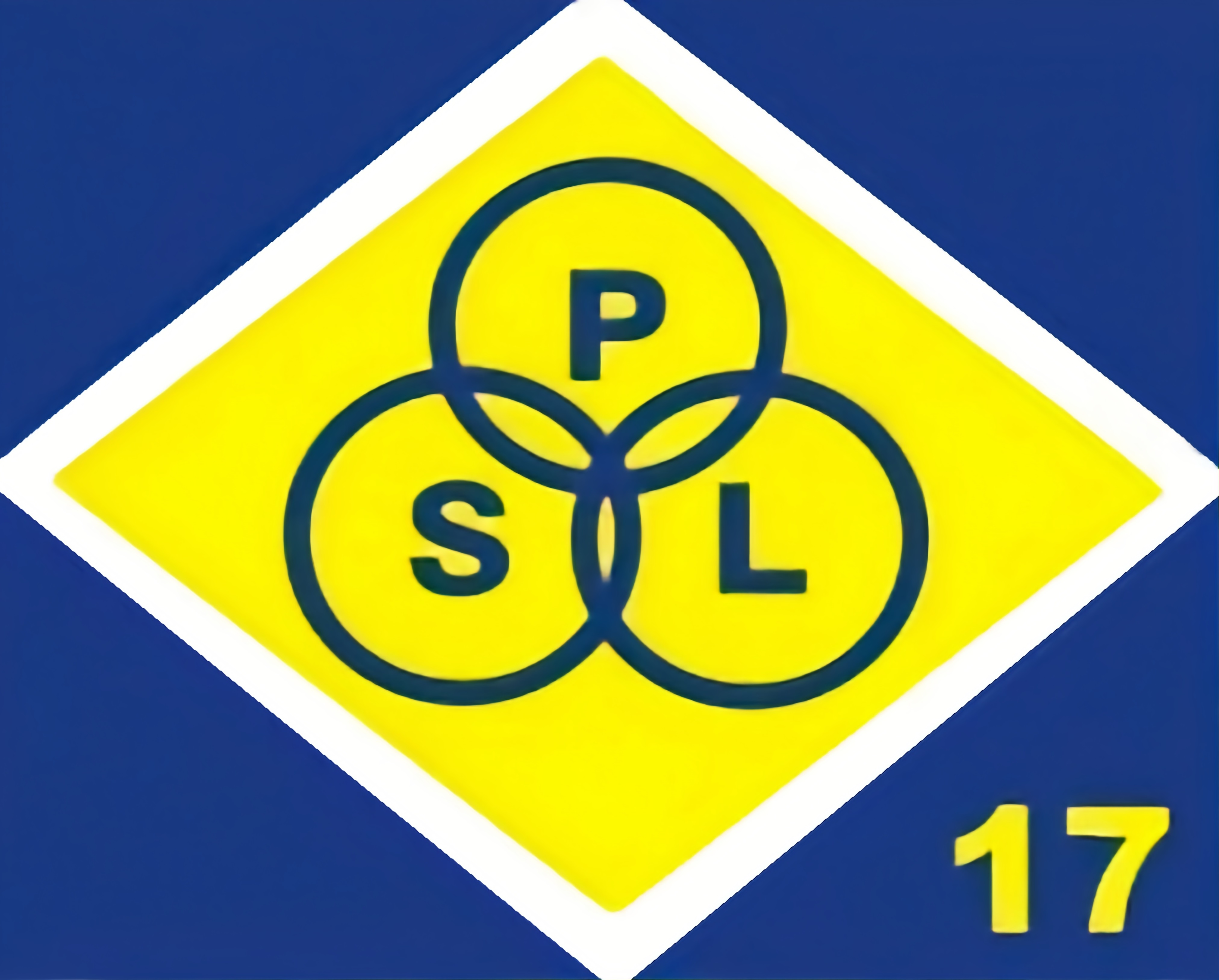
Logo utilisé de 1994 à 2004.
Logo de 2015 à 2017.
Logo utilisé de 2004 à 2015 et de 2017 à 2021.